# BYD Seagull
El BYD Seagull es un automóvil eléctrico urbano producido por el fabricante chino BYD Auto desde 2023. Forma parte de la "Serie Ocean" en la gama de la marca. La comercialización en Europa empezó en 2025.

## Presentación
Se presentó el 27 de abril de 2023 en China. Tras su lanzamiento, BYD recibió 10 000 pedidos en 10 horas. 
El 29 de noviembre de 2023 se produjo la unidad número 200,000.
Fue lanzando en Europa en 2025.

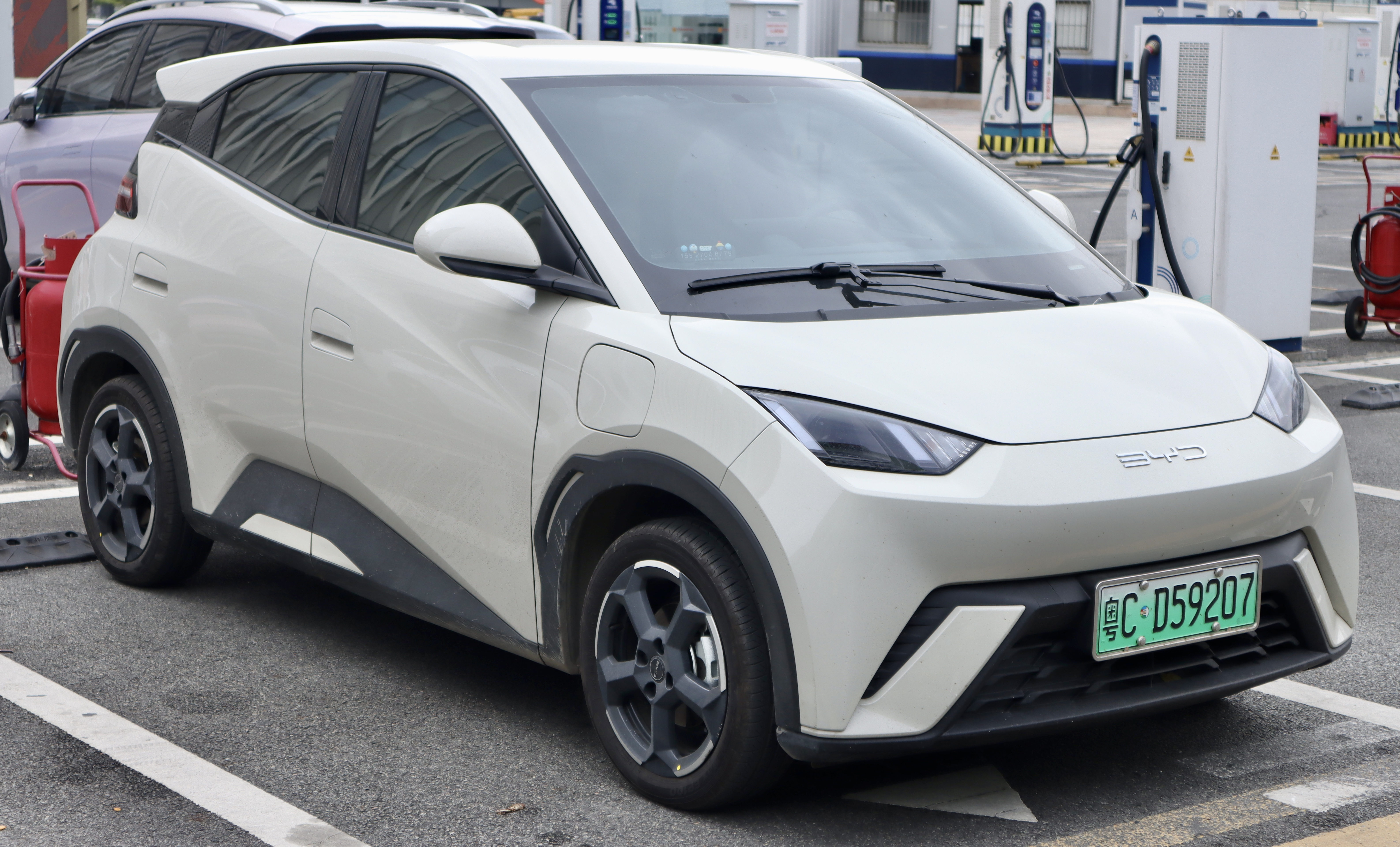
Modelo 2023
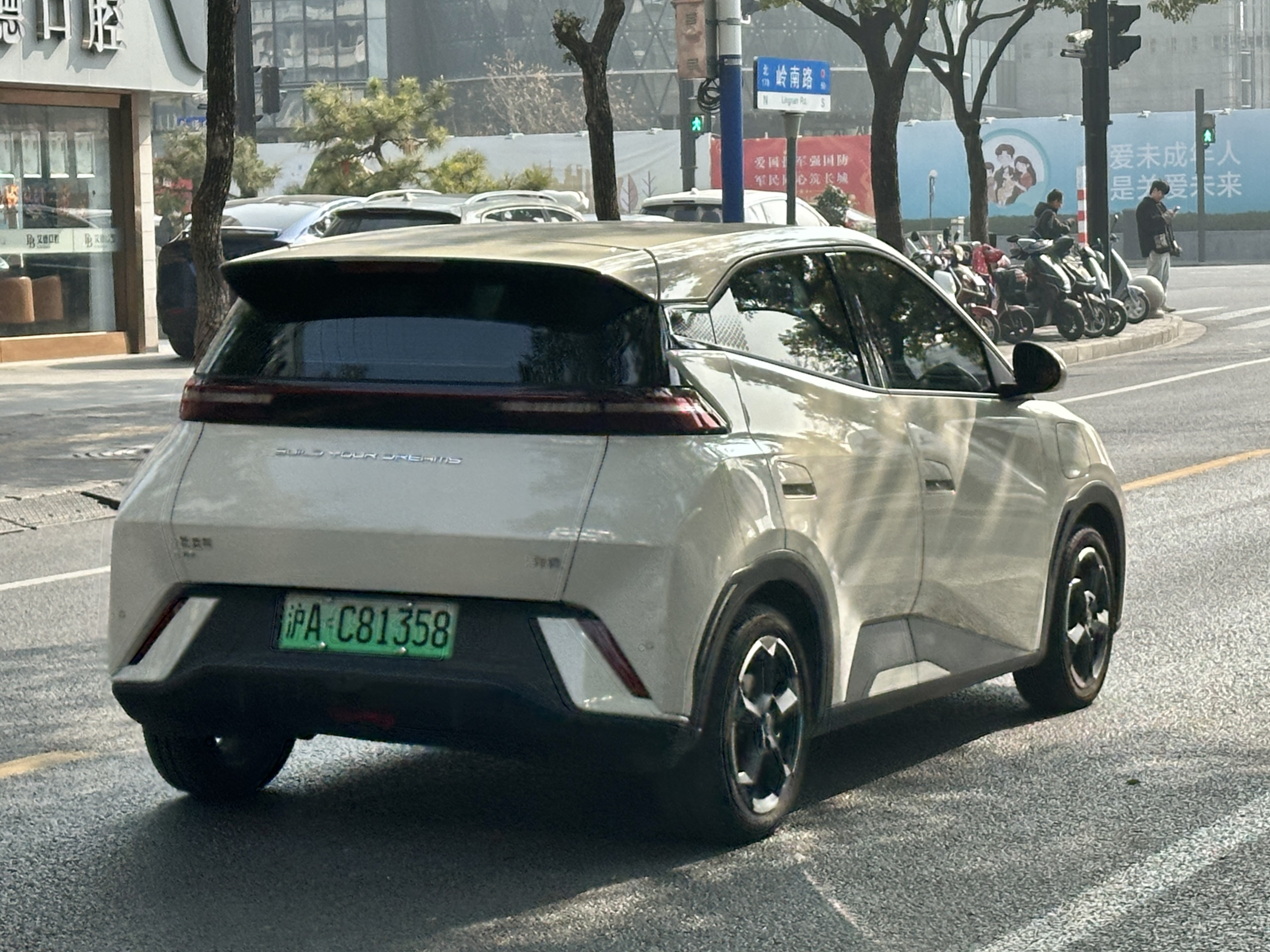
Vista trasera
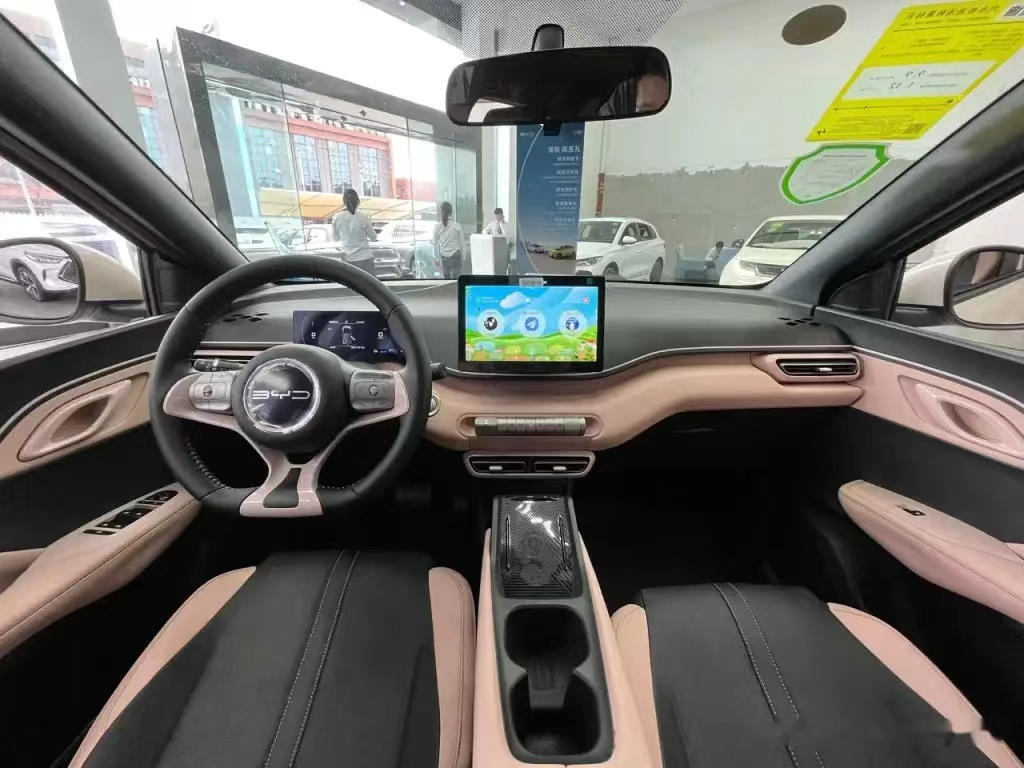
Interior

## Versiones
En China, actualmente se ofrecen tres versiones: un modelo básico llamado "Vitality Edition" (活力版), una versión de mayor especificación "Freedom Edition" (自由版) y una variante superior llamada "Flying Edition" (飞翔版).[cita requerida] Los tres modelos están equipados con un único motor síncrono de 55 kW (75 CV; 74 HP).
En 2025 llegaba a Europa con un precio muy por debajo de los 20 000 €.

## Ventas
En 2023 registró ventas totales en China de 239 270 unidades.